# Zygitidae
De Zygitidae zijn een familie van uitgestorven weekdieren uit de klasse van de Gastropoda (slakken).

## Geslacht
- Zygites Kittl, 1891 †